# Бердсонг (Арканзас)
Бердсонг (англ. Birdsong) — город, расположенный в округе Миссисипи (штат Арканзас, США) с населением в 40 человек по статистическим данным переписи 2000 года.

## География
По данным Бюро переписи населения США Бердсонг имеет общую площадь в 0,26 квадратных километров, водных ресурсов в черте населённого пункта не имеется.
Город Бердсонг расположен на высоте 67 метров над уровнем моря.

## Демография
По данным переписи населения 2000 года в Бердсонге проживало 40 человек, 8 семей, насчитывалось 20 домашних хозяйств и 27 жилых домов. Средняя плотность населения составляла около 133,3 человек на один квадратный километр. Расовый состав Бердсонга по данным переписи распределился следующим образом: белых, 100,00 % — чёрных или афроамериканцев.
Из 20 домашних хозяйств в 10,0 % — воспитывали детей в возрасте до 18 лет, 15,0 % представляли собой совместно проживающие супружеские пары, в 15,0 % семей женщины проживали без мужей, 60,0 % не имели семей. 60,0 % от общего числа семей на момент переписи жили самостоятельно, при этом 30,0 % составили одинокие пожилые люди в возрасте 65 лет и старше. Средний размер домашнего хозяйства составил 2,00 человек, а средний размер семьи — 3,38 человек.
Население города по возрастному диапазону по данным переписи 2000 года распределилось следующим образом: 15,0 % — жители младше 18 лет, 12,5 % — между 18 и 24 годами, 22,5 % — от 25 до 44 лет, 30,0 % — от 45 до 64 лет и 20,0 % — в возрасте 65 лет и старше. Средний возраст жителей составил 45 лет. На каждые 100 женщин в Бердсонге приходилось 81,8 мужчин, при этом на каждые сто женщин 18 лет и старше приходилось 78,9 мужчин также старше 18 лет.
Средний доход на одно домашнее хозяйство в городе составил 6806 долларов США, а средний доход на одну семью — 7083 доллара. При этом мужчины имели средний доход в 18 750 долларов США в год против 28 750 долларов среднегодового дохода у женщин. Доход на душу населения в городе составил 9363 доллара в год. Все семьи Бердсонг имели доход, превышающий уровень бедности, 56,3 % от всей численности населения находилось на момент переписи населения за чертой бедности, все из них были старше 64 лет.